# Tai Si
Tai Si (Chinees: 太姒, circa 12e – 11e eeuw v. Chr.) was de echtgenote van koning Wen van Zhou. Zij wordt als gerespecteerde vrouw uit het Oude China vereerd. Ze was een afstammeling van Yu de Grote – stichter van de Xia-Dynastie, en moeder van tien zonen, waaronder koning Wu — stichter van de Zhou-Dynastie — en zijn jongere broer de hertog van Zhou.
In het bijzonder vereerd door Wu Zetian, China's enige keizerlijke regent of vrouwelijke keizer, kregen Si en koning Wen in het jaar 690 (na Chr.) de tempelnamen “Shizu” (Chinees: 始祖).

## Leven
Tai Si zou in de Youxin-Clan (Chinees: 有莘氏) met de familienaam Si in het huidige Heyang geboren zijn. Sima Qian schreef in de Shiji dat zij oorspronkelijk uit de oudere staat Qi of Zeng stamt, die beide in en om het huidige Henan liggen.
De traditionele geschiedenis over haar opkomst tot koningin zegt dat de toekomstige koning Wen van Zhou, geboren Chang, op een dag langs de oever van de rivier Wei wandelde en daar voor het eerst Tai Si trof. Haar schoonheid gijzelde Chang zo, dat hij eerst dacht dat hij met een godin of engel te maken had. Tai Si bleek een vrouw met goedheid, wijsheid en eenvoudige aanspraken. Chang besloot haar daarom als vrouw te nemen. Omdat de Wei geen brug had, liet Chang er een maken door enkele boten aan elkaar te verbinden. Zo ontstond een drijvend pad over de rivier. Tai Si was onder de indruk en ze trouwden.
Nadat Tai Si in de familie van haar man was opgenomen, zou ze door vlijt, ethiek en optreden spoedig de goedkeuring van de andere vrouwen in de koninklijke familie gewonnen hebben. Zij had met de koning tien zonen en Tai Si zou een buitengewone moeder en lerares zijn geweest, zodat alle zonen oprechte en wijze mannen werden.

## Beschrijving
Guan Ju, het openingslied van het Chinese Boek der Liederen, beschrijft een wonderschone jonkvrouw, die planten aan een rivieroever plukt en op wie een jonge prins verliefd is. Dat zou de eerste ontmoeting tussen Tai Si en de prins aan de rivier Wei beschrijven.